# Allan McLeod Cormack
Allan MacLeod Cormack (Johannesburg, 23 februari 1924 – Winchester, 7 mei 1998) was een Amerikaans natuurkundige. In 1979 won hij samen met Godfrey Hounsfield de Nobelprijs voor Fysiologie of Geneeskunde voor het ontwikkelen van de computertomografie.

## Biografie
Cormack werd geboren in Zuid-Afrika als jongste van drie kinderen. Zijn ouders George Cormack en Amelia McLeod Cormack waren kort voor de Eerste Wereldoorlog uit noorden van Schotland geëmigreerd. Hij ging naar de Rondebosch Boys' High School in Kaapstad, waar hij onder andere lid was van het debatteam en het tennisteam. Vervolgens ging hij natuurkunde studeren aan de Universiteit van Kaapstad, waarvoor hij in 1944 zijn Bachelor of Science haalde. Hij studeerde daarna aan dezelfde universiteit kristallografie, waarvoor hij in 1945 zijn Master haalde. 
Hij was van 1947 tot 1949 een onderzoeksstudent aan de Universiteit van Cambridge, waar hij bij het Cavendish-laboratorium onder Otto Frisch werkte aan problemen rond helium-6. Hier ontmoette hij zijn toekomstige vrouw, Barbara Seavey, een Amerikaanse natuurkundestudente.
Na te zijn getrouwd met Seavey keerde Cormack begin 1950 terug naar de Universiteit van Kaapstad. Na een sabbatical aan de Harvard-universiteit in 1956-57, besloten hij en zijn vrouw naar de Verenigde Staten te verhuizen. Cormack ging hier werken als professor aan de Tufts-universiteit. In 1966 kreeg hij de Amerikaanse nationaliteit.
Hoewel hij zich voornamelijk bezighield met deeltjesfysica, had hij ook interesse in röntgentechnologie. Hij ontwikkelde de theoretische beginselen van de CT-scan, namelijk een methode op basis van wiskundige analyse waarmee een nauwkeurige beeldreconstructie kon worden verkregen uit röntgenstralenprojecties. Zijn resultaten werden in respectievelijk 1963 en 1964 gepubliceerd in twee papers in het Journal of Applied Physics. Deze papers leidden niet tot veel interesse in de techniek, totdat Hounsfield en zijn collega's met behulp van Cormacks theoretische berekeningen in 1971 de eerste CT-scanner bouwden. Voor hun afzonderlijke bijdragen aan de ontwikkeling van deze scanner deelden Cormack en Hounsfield de Nobelprijs. Tevens werd Cormack lid van de International Academy of Science.
Cormack stierf op 74-jarige leeftijd aan de gevolgen van kanker. Hij kreeg in 2002 postuum de Orde van Mapungubwe voor zijn werk als wetenschapper.